# Alana Barber
Alana Barber (née le 8 juillet 1987 à Auckland) est une athlète néo-zélandaise, spécialiste de la marche. 

## Biographie
Alana Barber est née le 8 juillet 1987 à Auckland (Nouvelle-Zélande) de Shirley Somervell, elle-même athlète (athlétisme) aux Jeux du Commonwealth de 1974,.
En 2009, l'athlète participe à la compétition d'athlétisme où elle remporte la coupe de Maadi (compétition néo-zélandaise) à l'âge de 22 ans. Mais à la suite d'une blessure au genou, Barber se focalise sur l'épreuve de la marche.
Elle participa aux Jeux Olympiques d'été de Rio de 2016 où elle arriva en 35ème place.
En 2018, elle remporte la médaille d'argent à la course de marche aux Jeux du Commonwealth, à Gold Coast,.
En juin 2020, Barber participe au 20km à la compétition à Alytus en Lituanie, où elle obtient la 6ème place. La même année, elle annonce son départ à la retraite à l'âge de 34 ans, pour devenir entraineuse avec son partenaire et ancien coach Damian Blocki.

## Palmarès
| Date | Compétition          | Lieu       | Résultat | Épreuve      | Marque          |
| ---- | -------------------- | ---------- | -------- | ------------ | --------------- |
| 2018 | Jeux du Commonwealth | Gold Coast | 2e       | 20 km marche | 1 h 34 min 18 s |

## Records
| Épreuve      | Marque          | Lieu     | Date            |
| ------------ | --------------- | -------- | --------------- |
| 20 km marche | 1 h 32 min 19 s | Adelaide | 11 février 2018 |